# コグノス
コグノス（Cognos）は、かつてカナダ、オンタリオ州オタワに本社を置いていた、ビジネスインテリジェンス (BI) や業績（パフォーマンス）管理ソフトウェアなどを製造していた企業。現在はIBMのブランドの一つとなっている。
1969年に設立され、3500人ほどの従業員を抱え、世界135ヶ国以上で23,000以上の顧客を持っていた。当初の社名はクエーサー（Quasar）だったが、1982年にコグノスへ改称した。日本での販売を行ったのはコグノス株式会社（現在は日本アイ・ビー・エム株式会社）で、1989年に設立されたコグノスの100%子会社であった。
2007年11月12日にIBMがコグノスを買収すると発表され、翌2008年1月31日に正式に買収された。そして、2009年1月1日までIBMの完全子会社として運営され、その後IBMソフトウェアグループのInformation Managementブランドの一つになった。コグノス（Cognos）という名前は継承され、IBMのビジネス・インテリジェンス及びパフォーマンス・マネージメント製品ラインに生かされることになった。2010年1月、Cognosソフトウェアと最近買収されたSPSSソフトウェアは、IBMソフトウェアグループ再編成の一部として、ビジネス・アナリティクス部門を構成するため合併された。

## 評価
IBM Congnos 8 BI は2005年9月に発売された製品で、既存の複数の製品（ReportNet、PowerPlay、Metrics Manager、Noticecast、Data Manager）の機能を統合したものである。IBM Cognos 8 BI は数々の賞を受賞している。Analytics and Reporting の eWEEK Excellence Award、LOTUS ADVISOR "Editor's Choice" Award、TechTarget の SearchCRM.com 2005 Product of the Year などである。
2007年、『マクリーンズ』誌の Canada's Top 100 Employers に選ばれた。ソフトウェア企業でこれに選ばれた企業は非常に少ない。
また、『Information Week』の InformationWeek 500 にも選ばれたことがあり、『START-IT』誌の "Hottest Companies of 2006" にも選ばれ、IBM Information Management Awards の "Best of Information On Demand Showcase" にも選ばれた。

## 買収
これまでに、4Thought、Relational Matters、LEX2000、DecisionStream、NoticeCast、Adaytum、Frango、Celequest、Databeacon といった企業を買収してきた。2007年9月5日、コグノスは Applix の買収を発表した。

## 主な製品
- ビジネス・インテリジェンス
  - IBM Cognos 8 BI
  - IBM Cognos Express
- ビジネス・インテリジェンス拡張
  - IBM Cognos Go! Search
  - IBM Cognos Go! Office
  - IBM Cognos Go! Mobile
  - IBM Cognos Go! Dashboard
- 財務パフォーマンス・マネージメント
  - IBM Cognos 8 Planning
  - IBM Cognos TM1
- IBM Cognos シリーズ 7
  - IBM Cognos ReportNet
  - IBM Cognos PowerPlay
  - IBM Cognos Web BI Suite
  - IBM Cognos Metrics Manager
  - IBM Cognos NoticeCast
  - IBM Cognos PowerNavigator Server
  - IBM Cognos Impromptu